# IP-камера

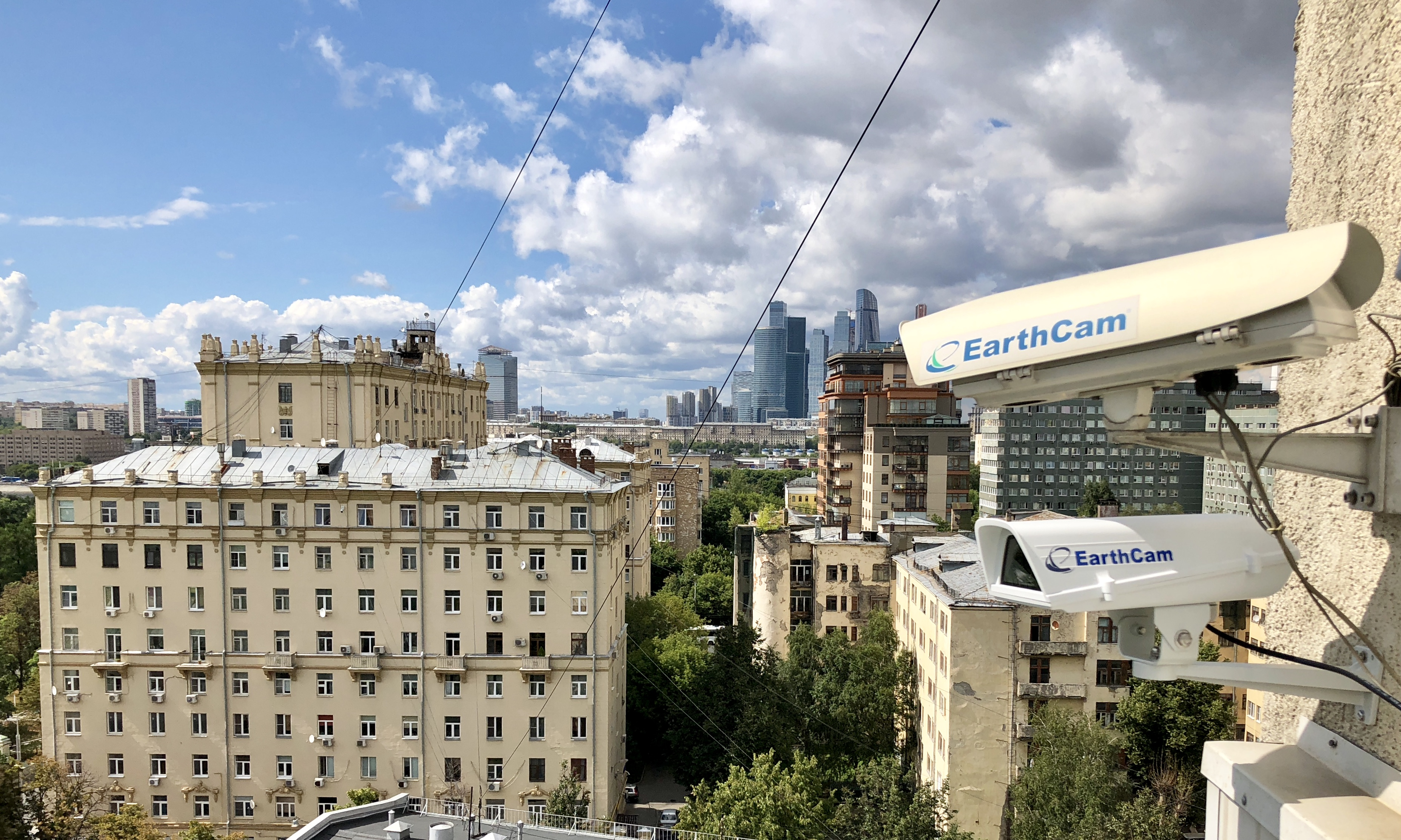
IP-камеры с Ethernet

IP-камера — цифровая видеокамера, особенностью которой является передача видеопотока в цифровом формате по сети Ethernet и TokenRing, использующей протокол IP. Являясь сетевым устройством, каждая IP-камера в сети имеет свой IP-адрес.

## Описание

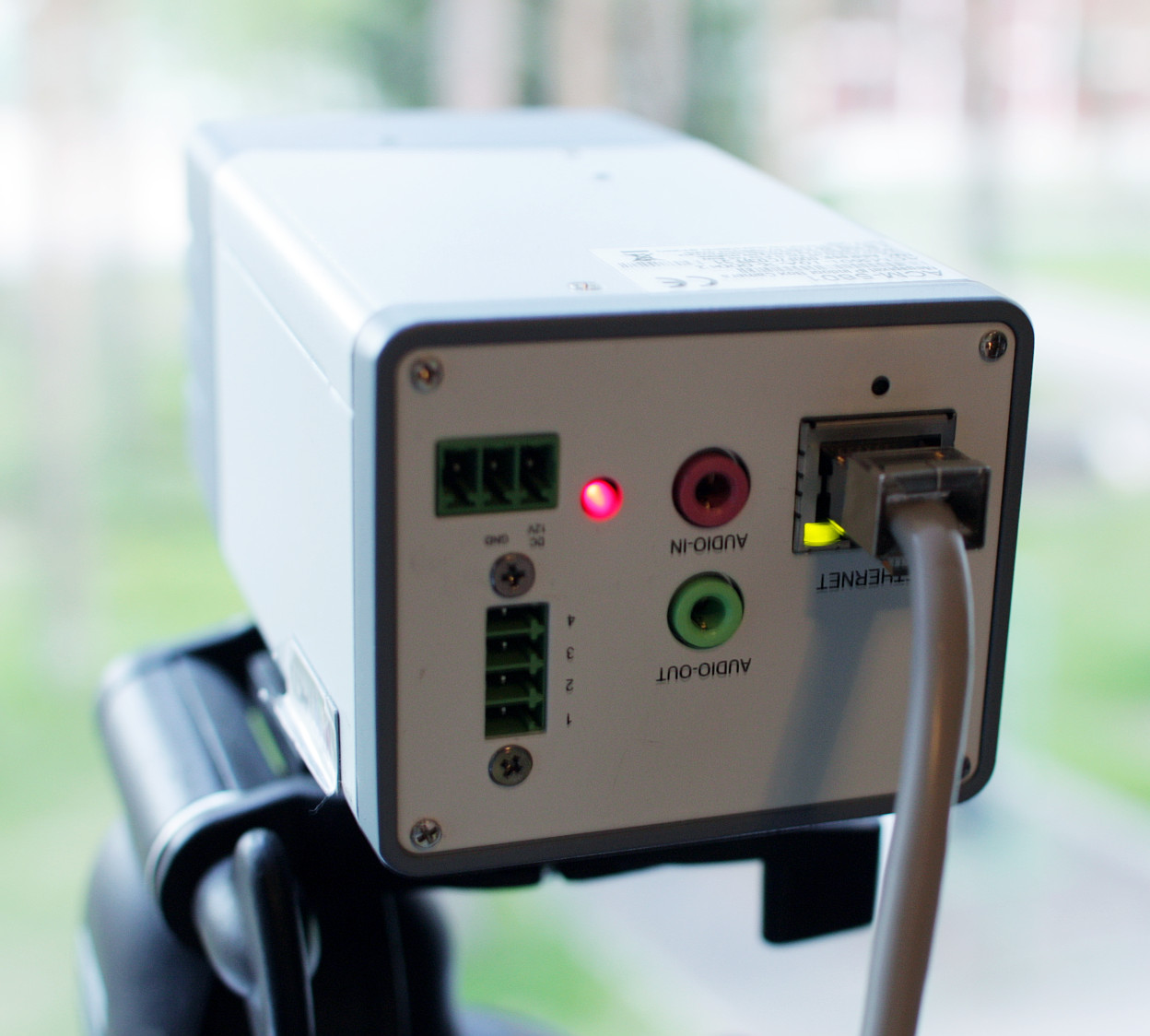
Подключение IP-камеры

В отличие от аналоговых камер, при использовании IP-камер после получения видеокадра с ПЗС (англ. CCD) или КМОП (англ. CMOS) матрицы камеры изображение остаётся цифровым вплоть до отображения на мониторе.
Как правило, полученное с матрицы изображение перед передачей сжимается с помощью покадровых (MJPG) или потоковых (MPEG-4, H.264) методов видеосжатия. Специализированные IP-камеры чаще осуществляют передачу видео в несжатом виде.
В качестве протокола транспортного уровня модели OSI в IP-камерах могут использоваться протоколы TCP, UDP и другие. Распространена возможность электропитания IP-камер через PoE.
Благодаря отсутствию необходимости передавать аналоговый сигнал в формате PAL или NTSC, в IP-камерах могут использоваться большие разрешения, включая мегапиксельные. Типичное разрешение для сетевых камер — 640x480 точек. Существуют камеры с мегапиксельными разрешениями 1280x1024, 1600x1200 и более высокими.
Благодаря отказу от использования стандартов аналогового телевидения PAL и NTSC, IP-камеры могут передавать видеокадры с требуемой частотой. Существуют IP-камеры с частотой передачи больше 60 кадров в секунду.
IP-камеры можно отнести к категории веб-камер. Понятие веб-камера описывает функцию устройства и является более широким. Например, к веб-камерам относятся камеры с интерфейсом USB и FireWire.

## Области применения
IP-камеры применяются для решения следующих задач:
- системы видеонаблюдения;
- удалённый мониторинг за технологическими процессами;
- удалённое управление проектами;
- визуальная верификация нештатных ситуаций;
- продвижение в сети туристических и других услуг.

## Преимущества по сравнению с аналоговыми камерами
- построение масштабируемых распределённых систем видеонаблюдения;
- широкий диапазон настроек работы камеры (smart функции);
- отсутствие двойной конвертации сигнала, свойственного аналоговым камерам;
- оптимизация видеопотока и видеоизображения;
- отсутствие привязки к аналоговым видеостандартам, в результате чего:
  - многие IP-камеры обладают разрешением, недоступным для аналоговых;
  - есть возможность использования прогрессивной развёртки;
- возможность передачи аудиопотока по сети параллельно с видеопотоком;
- возможность передачи потока с высоким сжатием, которое позволяет сэкономить место на цифровых носителях, не требуя при этом высокопроизводительного видеорегистратора.
- возможность работать дистанционно через мобильное приложение.
- возможность работать бесперебойно и без конфликтности с другими устройствами благодаря сетевому кабелю.

## Недостатки по сравнению с аналоговыми камерами
- цена IP-камеры выше, чем аналоговой, но если рассматривать оборудование объекта системой видеонаблюдения в целом, то цены на «проект + оборудование + монтаж» являются сопоставимыми и даже более выгодными;
- светочувствительность матрицы мегапиксельных IP-камер, как правило, существенно ниже, чем аналоговых камер, что затрудняет использование IP-камер на улице; примерно с 2014 года данная особенность сходит на нет — матрицы совершенствуются;
- необходимость сжатия и декомпрессии видеопотока на компьютерной платформе (клиенте), если не применяется сетевой видеорегистратор (NVR);
- подверженность внешнему сетевому воздействию по сети (взлому);
- аппаратное зависание (при отсутствии функции Watchdog);
- ограничение длины сегмента 100 м при использовании медной витой пары, что вынуждает через каждые 100 м устанавливать коммутаторы либо использовать другие среды передачи сигнала. Однако при использовании PoE-коммутаторов с режимом CCTV длина сегмента может быть увеличена до 250 м, но при этом скорость передачи данных будет урезана до 10 Мбит/с на 1 канал.